# 伊格爾斯內斯特鎮區 (明尼蘇達州聖路易斯縣)
伊格爾斯內斯特鎮區（英語：Eagles Nest Township）是位於美國明尼蘇達州聖路易斯縣的一個行政鎮區。

## 地方資料
伊格爾斯內斯特鎮區的面積為77.50平方千米，當中陸地面積為65.35平方千米，而水域面積為12.14平方千米。根據2020年美國人口普查的數據，當地共有人口226人，而人口密度為每平方千米2.92人。